# Joseph-Martin Cabirol

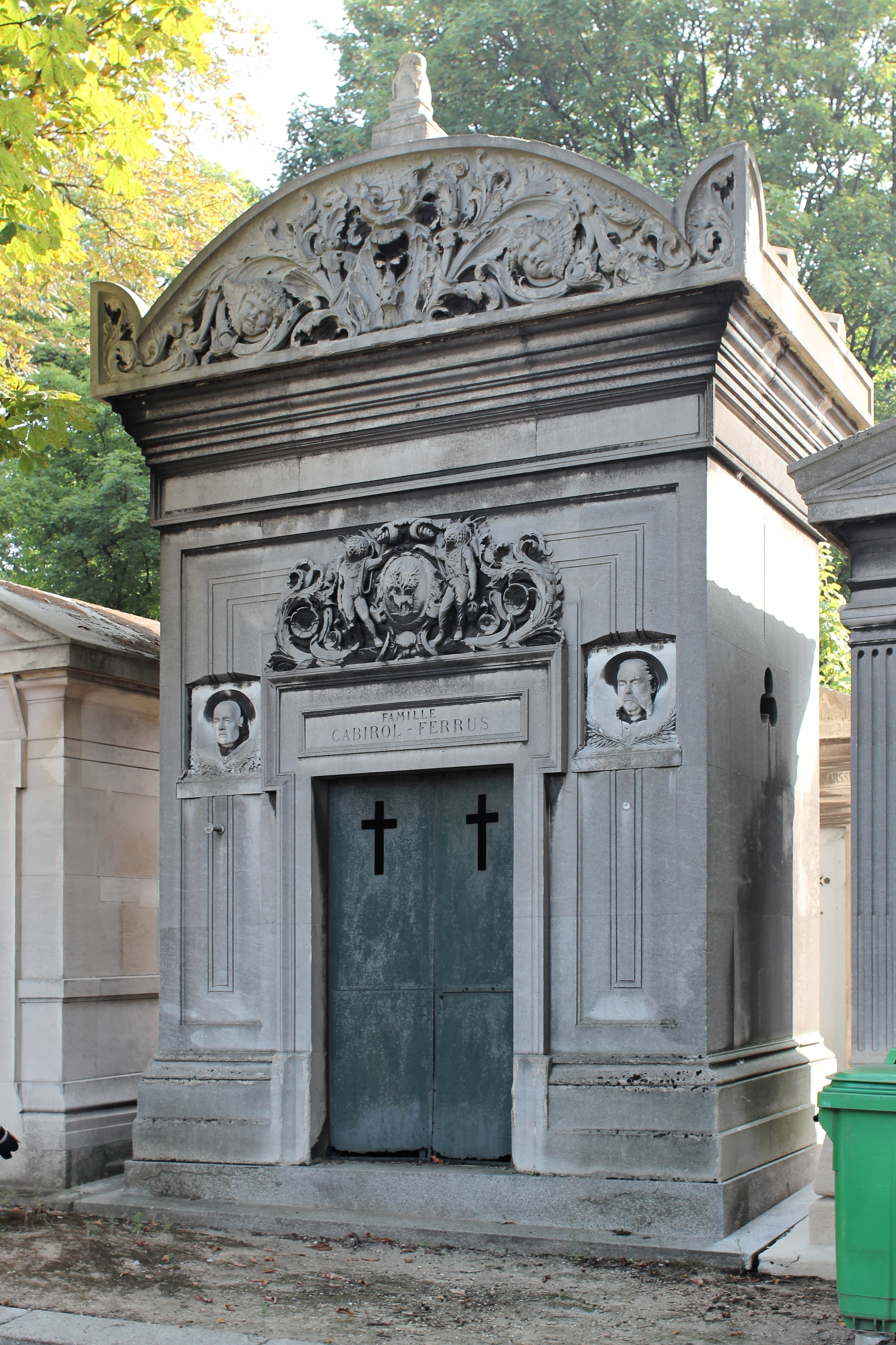
Mausoleum Cabirol-Ferrus, Paris – Friedhof Père Lachaise

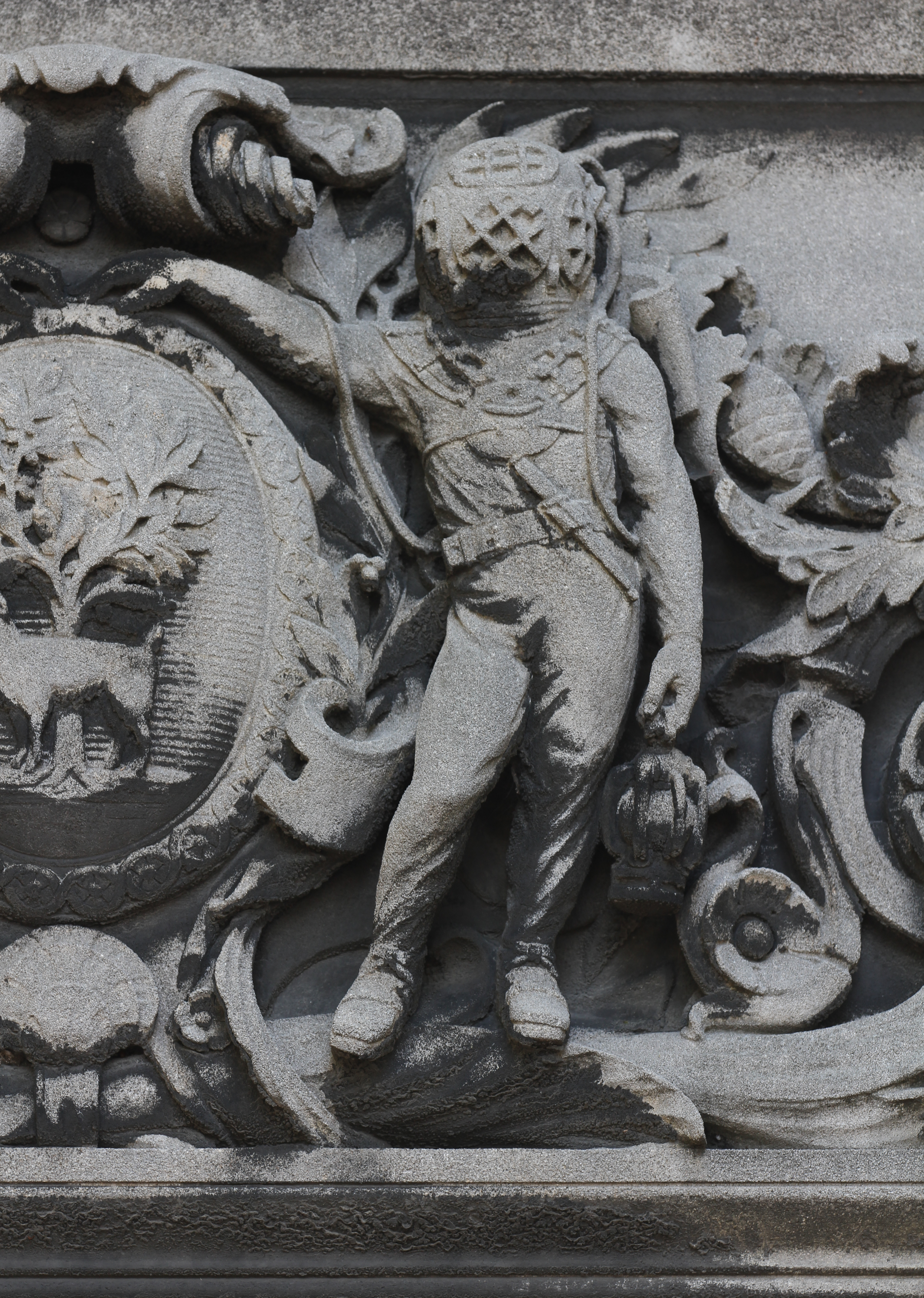
Helmtaucher als Schildhalter im Fries des Mausoleums Cabirol-Ferrus

Joseph-Martin Cabirol (* 29. März 1799 in Narbonne; † 15. Dezember 1874 in Paris) war ein französischer Gummifabrikant und Erfinder eines Helmtauchgerätes und einer Taucherlampe.

## Leben
Joseph-Martin Cabirol wurde in bescheidenen Verhältnissen in Narbonne geboren, erlernte die Hutmacherei und kam als junger Mann nach Paris. Er betätigte sich als Gummifabrikant und erhielt 1846 ein Patent auf die Verarbeitung von Guttapercha. Unter den mannigfachen Anwendungen dieses Materials waren auch Schutzanzüge aus gummierter Leinwand für Umgebungen ohne atembare Luft. 1855 erhielt er ein Patent auf ein schlauchversorgtes Helmtauchgerät, welches er „Scaphandre“ nannte. Das Modell gleicht früheren Modellen von August Siebe. Der Helm besitzt ein handbedientes Ventil, mit dem der Helmtaucher die ausgeatmete Luft aus dem Helm entfernt. Eine Sicherungsvorrichtung im Ventil verhindert das Eindringen von Wasser in den Helm. Die vierte Sichtöffnung auf der Vorderseite des Helms oben, die dem Taucher eine begrenzte Sicht nach oben ermöglicht, entspricht einem Modell Siebes von 1840. Ältere Modelle hatten nur drei runde Sichtöffnungen (vorne, links und rechts). Auf der Weltausstellung in Paris 1855 wurde sein Tauchgerät ausgezeichnet. Der originale Taucheranzug aus gummierter Leinwand und der Helm befinden sich im Conservatoire National des Arts et Métiers in Paris. Ab 1857 belieferte Cabirol die kaiserliche französische Marine mit Taucheranzügen. Nach Cabirols Tod führte sein Neffe Charles Ferrus das Unternehmen weiter.
Das Mausoleum Cabirol-Ferrus befindet sich auf dem Friedhof Père-Lachaise in Paris und ist als historisches Denkmal (Monument historique) eingetragen. Es wird in der Base Mérimée, einer Datenbank des französischen Kulturministeriums (Ministère de la Culture), unter dem Schlüssel PA00086780 geführt. Den Fries ziert ein Ziegenwappen (cabirol ist das okzitanische Wort für Ziege), rechts und links flankiert von Helmtauchern.

## Werke
- Scaphandre. Appareil de plongeur Cabirol. Paris, Aubusson et Kugelmann, ohne Jahr [1855]. 16 S. mit 6 Tafeln
  - Neuausgabe durch Charles Ferrus, Neffe und Nachfolger, Paris 1875. 16 S. mit 7 Tafeln. Online bei Gallica

## Belege
1. ↑  Alain Perrier: 250 Réponses aux questions du plongeur curieux, 2008, ISBN 978-2-35191-033-7, S. 51–53, eingeschränkte Vorschau in der Google-Buchsuche